# 1952年の相撲
1952年の相撲（1952ねんのすもう）は、1952年の相撲関係のできごとについて述べる。

## アマチュア
- 全日本相撲選手権大会が初開催。1947年度学生横綱の影山信雄（福岡市）が初代アマチュア横綱となり、史上初の二大タイトル覇者となる。

## 大相撲

### できごと
- 1月、巣鴨拘置所でA級戦犯の慰問大相撲。春場所、蔵前仮設国技館で15日間。力士幟が復活し、弓取り式は連日となる。民間放送のラジオ相撲実況中継開始。元大関・佐賀ノ花引退、年寄二所ノ関専任に。
- オープンカーによる優勝パレードが公式行事となる（前年に東富士が私的な優勝パレードを実施したのがきっかけである）。
- 2月、ベースボール・マガジン社『相撲』復刊、第1号発行。
- 3月、名古屋準本場所15日間、横綱羽黒山優勝。
- 4月、両国国技館の接収解除。
- 5月、夏場所、蔵前仮設国技館で15日間。
- 9月、秋場所、蔵前仮設国技館で15日間。土俵の四本柱を撤廃し、吊り屋根に4色の房を下げる。栃錦、技能賞は連続5回、通算9回目。
- 10月、場所後の番付編成会議で栃錦の大関昇進決定。明治神宮奉納の全日本力士選手権大会が復活し、横綱千代ノ山優勝。
- 11月、東富士、朝潮一行の沖縄初巡業。立浪取締死去、横綱羽黒山が二枚鑑札となる。
- 12月、大阪で第1回王座決定戦を開催し、大関吉葉山優勝。

### 本場所
- 一月場所（蔵前仮設国技館、12～26日）
幕内最高優勝 : 羽黒山政司（15戦全勝,7回目）
  - 殊勲賞-栃錦、敢闘賞-輝昇、技能賞-栃錦

十両優勝 : 藤田山忠義（13勝2敗）
- 五月場所（蔵前仮設国技館、11～25日）
幕内最高優勝 : 東富士欽壹（13勝2敗,5回目）
  - 殊勲賞-三根山、敢闘賞-清水川、技能賞-栃錦

十両優勝 : 今大嶋幸男（12勝3敗）
- 九月場所（蔵前仮設国技館、21～10月5日）
幕内最高優勝 : 栃錦清隆（14勝1敗,1回目）
  - 殊勲賞-朝潮、敢闘賞-名寄岩、技能賞-栃錦

十両優勝 : 鶴嶺山昭男（11勝4敗）

## 誕生
- 1月28日 - 若越英雄（最高位：十両12枚目、所属：二所ノ関部屋）
- 3月15日 - 琴立山兼滋（最高位：十両7枚目、所属：佐渡ヶ嶽部屋）
- 4月6日 - 松山佳弘（最高位：十両筆頭、所属：宮城野部屋、+ 2019年【令和元年】）[1]
- 4月16日 - 谷嵐久（最高位：前頭4枚目、所属：時津風部屋、+ 2010年【平成22年】）[2]
- 5月23日 - 大豪健嗣（最高位：前頭11枚目、所属：花籠部屋）[3]
- 6月12日 - 魁輝薫秀（最高位：関脇、所属：友綱部屋）[3]
- 9月3日 - 蔵玉錦敏正（最高位：前頭筆頭、所属：伊勢ノ海部屋→鏡山部屋、+ 2020年【令和2年】）[4]
- 9月24日 - 琴ヶ嶽綱一（最高位：前頭筆頭、所属：佐渡ヶ嶽部屋、+ 2024年【令和6年】）[5][6]
- 9月29日 - 隆の里俊英（第59代横綱、所属：二子山部屋、+ 2011年【平成23年】）[7]
- 10月16日 - 大飛進（最高位：前頭2枚目、所属：大山部屋）[8]
- 12月16日 - 蔵間竜也（最高位：関脇、所属：時津風部屋、+ 1995年【平成7年】）[5]

## 死去
- 1月7日 - 宇都宮新八郎（最高位：前頭2枚目、所属：出羽ノ海部屋、年寄：九重、* 1890年【明治23年】）[9]
- 5月15日 - 太刀光電右エ門（最高位：大関、所属：友綱部屋→東関部屋→高砂部屋、* 1897年【明治30年】）[10]
- 10月28日 - 駒木川蔵太郎（最高位：十両7枚目、所属：振分部屋、* 1896年【明治29年】）
- 12月16日 - 緑嶌友之助（最高位：小結、所属：春日山部屋、年寄：立浪、* 1878年【明治11年】）[11]